# Licia (nome)
Licia  è un nome proprio di persona italiano femminile.

## Varianti
- Femminili: Lycia[4], Lice[4]
- Maschili: Licio[1][2][4]

### Varianti in altre lingue
- Catalano: Licia[5]
- Greco antico: Λυκια (Lykia)[2][4]
  - Maschili: Λυκιος (Lykios)[2][4][6]
- Latino: Lycia[2][3][4]
  - Maschili: Licius[2][3][4]
- Spagnolo: Licia[5]

## Origine e diffusione
Deriva dai greci Λυκιος (Lykios) e Λυκια (Lykia), nomi etnici adoperati per indicare i Lici, gli abitanti della Licia, regione dell'Asia Minore.
Il nome era relativamente comune nell'antica Grecia e dato soprattutto alle schiave (nel qual caso ne indicava effettivamente la provenienza), oltre che essere, al maschile, un epiteto del dio greco Apollo; non è invece documentato fra i romani se non con una trascurabile percentuale di usi del maschile Lycius. In Italia, per quanto già utilizzato sporadicamente in epoca rinascimentale come ripresa colta del nome classico, è stato riscoperto nel Novecento, specie nella sua forma femminile, in seguito alla fortuna del romanzo di Henryk Sienkiewicz Quo vadis? e dei numerosi film da esso tratti, in cui Licia è l'eroina cristiana. Secondo dati raccolti negli anni Settanta, è diffuso in tutto il territorio nazionale per la forma femminile, mentre il maschile è accentrato in Friuli-Venezia Giulia.
È in uso anche in spagnolo e Catalano, dove può in certi casi costituire un ipocoristico di Alicia.

## Onomastico
Nessuna santa ha mai portato questo nome, che quindi è adespota; l'onomastico può essere festeggiato il 1º novembre, in occasioni di Ognissanti.

## Persone

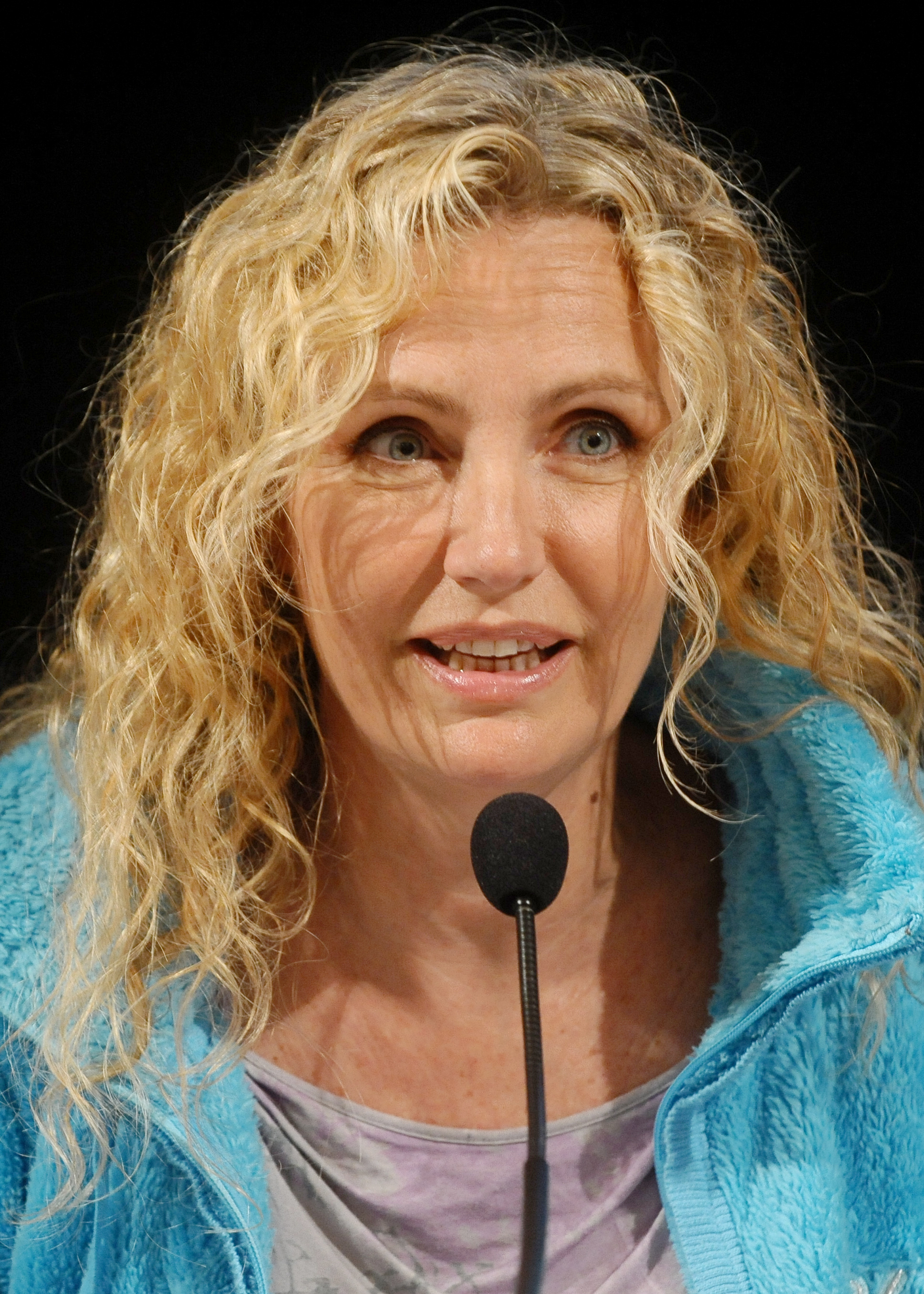
Licia Colò

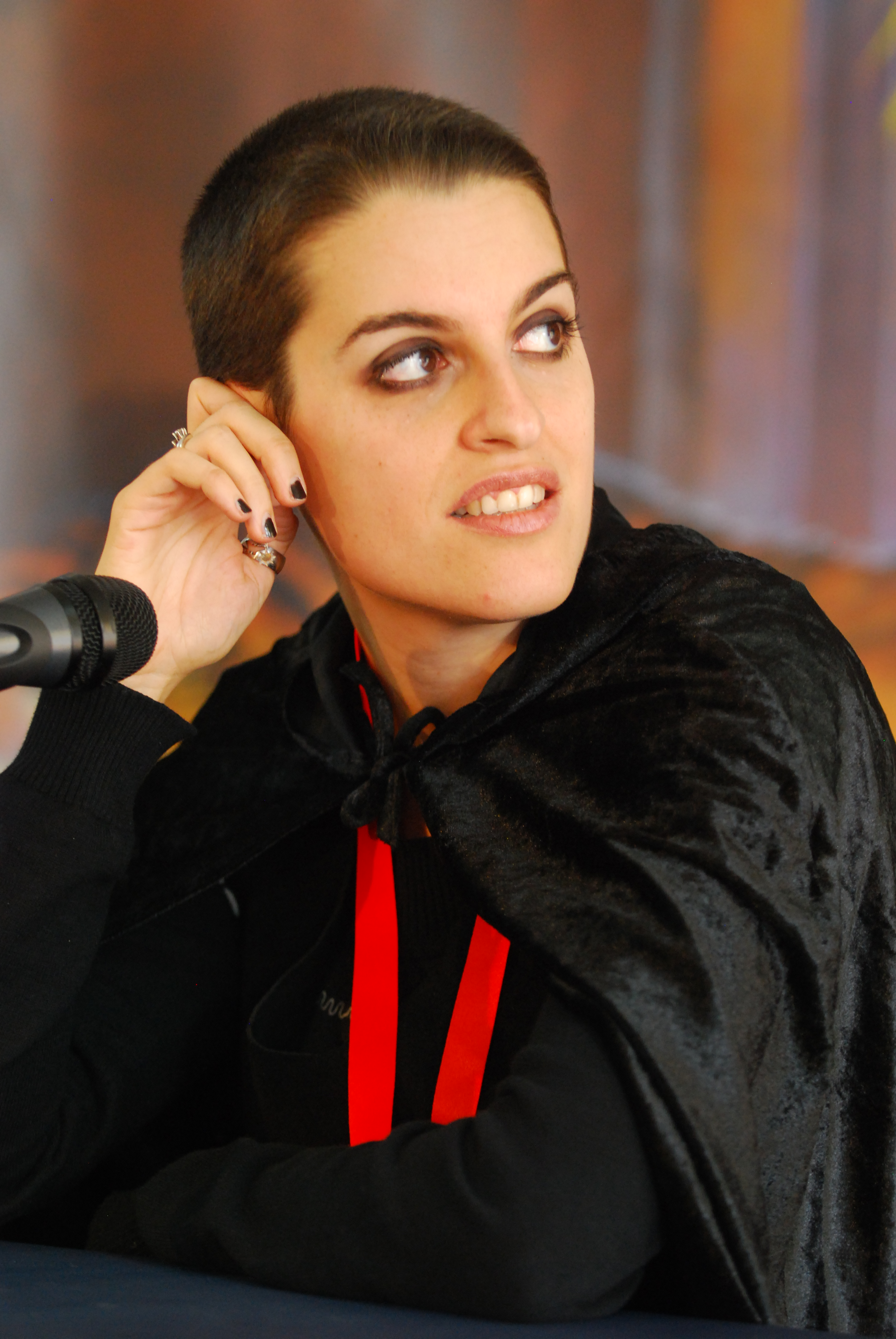
Licia Troisi

- Licia Albanese, soprano italiano naturalizzato statunitense
- Licia Colò, conduttrice televisiva italiana
- Licia Corradini, cestista italiana
- Licia Maglietta, attrice teatrale italiana
- Licia Navarrini, attrice, doppiatrice e comica italiana
- Licia Nunez, attrice italiana
- Licia Ronzulli, politica italiana
- Licia Troisi (vero nome Felicia), scrittrice italiana

### Variante maschile Licio
- Licio Gelli, faccendiere, giornalista e finanziere italiano, principalmente ricordato quale "Maestro Venerabile" della loggia massonica segreta P2
- Licio Giorgieri, generale italiano
- Licio Nencetti, partigiano italiano
- Licio Rossetti, calciatore italiano
- Licio Visintini, militare italiano

## Il nome nelle arti
- Licia de novus Yurii è un personaggio della visual novel Aiyoku no Eustia, sviluppata e pubblicata dalla August.
- Licia è la protagonista femminile del romanzo di Henryk Sienkiewicz Quo vadis?, e di tutte le opere da esso tratte
- Luciana, detta Licia (in originale Yaeko Mitamura, detta Yakko) è la protagonista della serie manga Kiss Me Licia, da cui fu tratto un anime la cui sigla italiana, cantata da Cristina D'Avena, fu la più venduta del 1986. In seguito al successo ottenuto della serie animata uscirono i telefilm Love Me Licia, Licia dolce Licia, Teneramente Licia e Balliamo e cantiamo con Licia nei quali Cristina D'Avena interpretava il ruolo della protagonista.
- Lycius è il protagonista del poema di John Keats Lamia[6].
- Licio Lucchesi è un personaggio del film Il padrino - Parte III, diretto da Francis Ford Coppola.
- Licio Chiss Me è un personaggio della webserie Bob Torrent.